# ゲールズクリーク (オレゴン州)
ゲールズクリーク（英: Gales Creek）は、アメリカ合衆国オレゴン州ワシントン郡の非法人地域で、フォレスト・グローヴ市の北西、オレゴン州道8号線沿いに位置する。
ゲールズクリークはトゥアラティン川の支流である小川の名前でもある。この名称はかつてこの地に定住した開拓者のジョセフ・ゲールの名から取られている。
この地域はゲールズシティと呼ばれることもあった。ゲールズクリークの郵便局は1874年に設置された。19世紀、この町はティラムックに向かう道で最後の馬車駅であった。ゲールズクリーク小学校が1859年に開校し、現在ではフォレスト・グローヴ公立学区が管轄している。